# 切克諾
50°38′18″N 25°23′7″E / 50.63833°N 25.38528°E
切克諾（烏克蘭語：Чекно），是烏克蘭西北部的村莊，隸屬里夫內州的杜布諾區。該村始建於1564年，面積7.21平方公里，海拔高度191米，2001年人口100，人口密度每平方公里13.9人。